# Ямпольский, Юрий Моисеевич
Юрий Моисеевич Ямпольский (укр. Юрій Моїсійович Ямпольський, род. Запорожье) — украинский астроном, заведующий отдела радиофизики геокосмоса Радиоастрономического института НАН Украины (1993—2016), член-корреспондент НАН Украины, лауреат Государственной премии Украины (2008). 
Основные научные результаты посвящены электромагнитным полям в околоземной плазме. Был организатором и участником многих антарктических экспедиций.

## Биография
Родился 26 августа 1946 года в Запорожье. В 1969 году окончил Харьковский государственный университет.
С 1968 по 1985 год работал в Институте радиофизики и электроники АН УССР. В 1978 году защитил диссертацию кандидата физико-математических наук по специальности «Радиофизика».
С 1985 года работал в Радиоастрономическом институте НАН Украины.
В 1987 году получил научное звание старшего научного сотрудника.
В 1991 году защитил докторскую диссертацию по специальности «Радиофизика».
В 1992 году присвоено учёное звание профессора.
С 1993 по 2016 год создал и длительное время возглавлял отдел радиофизики геокосмоса Радиоастрономического института. 
В 2009 году избран членом-корреспондентом НАН Украины по специальности «астрономия, физика космоса».
Умер 27 июля 2025 года.

## Научные результаты
Научная работа Юрия Ямпольского посвящена исследованиям взаимодействия электромагнитных полей с околоземной плазмой.
Начал научную карьеру под руководством сооснователя украинской школы космической радиофизики Павла Блиоха.
Основные научные результаты Ямпольского включают открытие радиального дрейфа стимулированных плазменных неоднородностей, искусственное возбуждение геомагнитных пульсаций, определение механизма переноса мощных погодных возмущений на геокосмические высоты. Под его руководством разработаны новые методы диагностики околоземной плазмы, впервые применены глобальные электромагнитные резонаторы индикаторами космической погоды.
Производя измерение свойств околоземной плазмы, много путешествовал по Советскому Союзу, особенно в Арктике. После того, как в 1996 году Украина получила антарктическую станцию «Академик Вернадский», Ямпольский стал её использовать для исследований физики верхних слоёв атмосферы и ближнего космоса. Он организовывал и принимал непосредственное участие во многих экспедициях в Антарктике и Арктике. 
В 2011—2020 годах он возглавлял направление «Геокосмические исследования» Государственной целевой научно-технической программы проведения исследований в Антарктике.
Его исследования стали весомым вкладом в развитие радиофизики, космической физики и методов дистанционного зондирования космической среды. В частности, он исследовал влияние геокосмических плазменных неоднородностей на качество радиоастрономических наблюдений, что способствовало созданию эффективных коротковолновых загоризонтных радиолокаторов.
Среди всемирно признанных результатов Ю.М. Ямпольского – искусственное возбуждение геомагнитных пульсаций, открытие радиального дрейфа стимулированных плазменных неоднородностей, установление механизма переноса мощных погодных возмущений на высоты геокосмоса и в магнитосоединённый регион земного шара. Под его руководством разработан ряд оригинальных методов диагностики плазменного окружения Земли, впервые внедрено использование глобальных электромагнитных резонаторов в качестве индикаторов космической погоды.
В течение многих лет возглавлял направление «Геокосмические исследования» в рамках Государственных научных программ Украины в Антарктике. 
Был официальным представителем Украины в Европейской научной ассоциации EISCAT, соруководителем научной программы исследований Украина – EISCAT, инициатором создания Комплекса электромагнитного зондирования окружающей среды.
Под руководством Ямпольского подготовлено 4 доктора и 15 кандидатов наук.

## Награды
- 2002 — звание «Заслуженный деятель науки и техники Украины».
- 2008 — Государственная премия Украины в области науки и техники за работу «Космические системы, приборы и методы диагностики электромагнитных полей в геокосмосе» (совместно с 6 соавторами)[2]
- Почётная грамота Верховной Рады Украины
- Отличия НАН Украины
- Отличия Государственного космического агентства Украины.

## Публикации
Ямпольский является автором либо соавтором свыше 300 научных публикаций, в том числе 70 публикаций, индексированных в Scopus.
Он является соавтором 2 монографий, одна из них вышла двумя изданиями:
- Безродный В. Г., Блиох П. В.[укр.], Шубова Р. С., Ямпольский Ю. М. Флуктуации сверхдлинных радиоволн в волноводе Земля – ионосфера. — Москва: Наука, 1984. — 144 с.
- Литвиненко Л. Н., Ямпольский Ю. М. (ред.). Электромагнитные проявления геофизических эффектов в Антарктиде. — Харьков: НАН Украины, Радиоастрономич. ин-т, Нац. антарктич. науч. центр, 2005. — 331 с.
- Блиох П. В.[укр.], Безродный В. Г., Шубова Р. С., Ямпольский Ю. М. Флуктуации сверхдлинных радиоволн в волноводе Земля – ионосфера. — Москва, 2013. — 152 с.